# 勳章

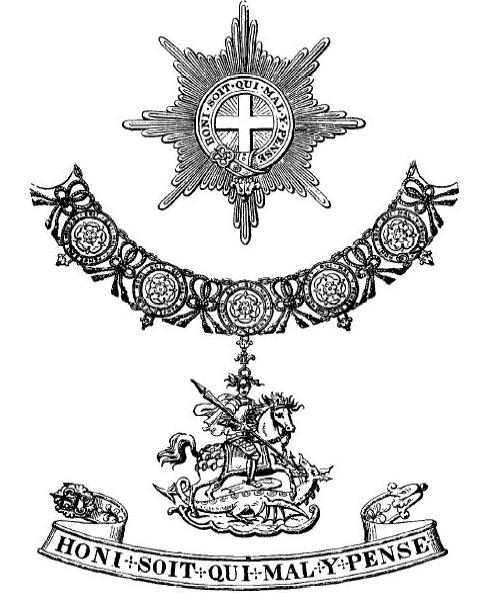
嘉德勋章

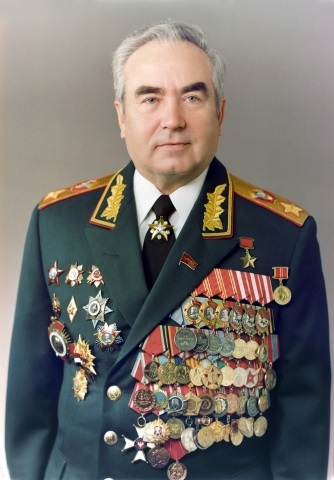
全身佩戴勳章的蘇聯元帥维克托·格奥尔基耶维奇·库利科夫

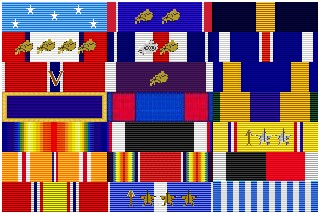
美國陸軍五星上將道格拉斯·麥克阿瑟所獲部分勳章

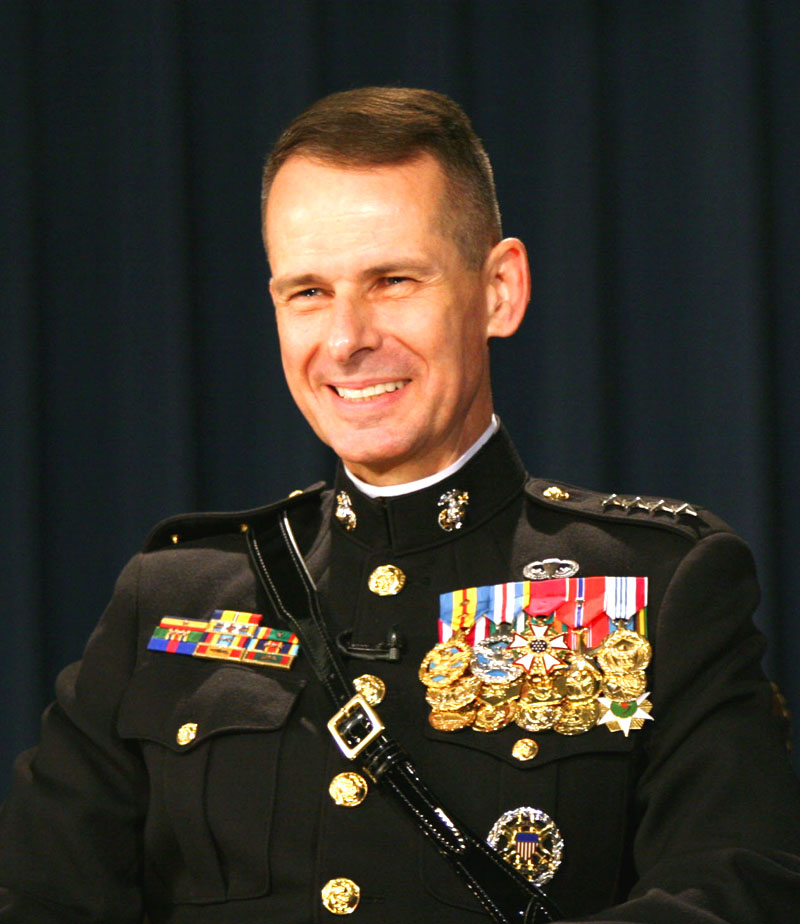
受勳人士的制服，圖為美國海軍陸戰隊四星上將彼得·佩斯

勳章，中文清末曾译为宝星。是由政府、王室或国际组织颁授于个别人士或团体的荣誉证章，目的是為了表揚和彰顯受勳者对社会、民族、国家和人类的贡献，包括在運動、軍事、科學、學術上或其他重大和特殊功勳或成就。對受勳者而言，是一種榮譽的象徵。另外也有祈禱獎章，穿戴以表示其宗教信仰。
在目前世界各國中，授與勳章的組織為政府，而受勳者多為文職和軍職人員，但受勳者的身份依各國的獎勵制度法令而有所差異。嚴格來說，勳章的樣式和受勳者都以軍職人員為多。而且，在法令中會明文規定受勳者身份、何種功勳可被授予該獎章及授予方式，並說明勳章等級、意義、規格、樣式和正反面圖案並規定其佩帶順序、位置等，相當考究。有些國家更明定，被授與某些勳章的受勳者，可以享有某些特權。

## 歷史
因為勳章都是由政府或君主所設立和授與，因此，勳章也會因時間沿革，即有些早期的勳章會因為政府的改變或君主的逝世而廢止。

## 元件

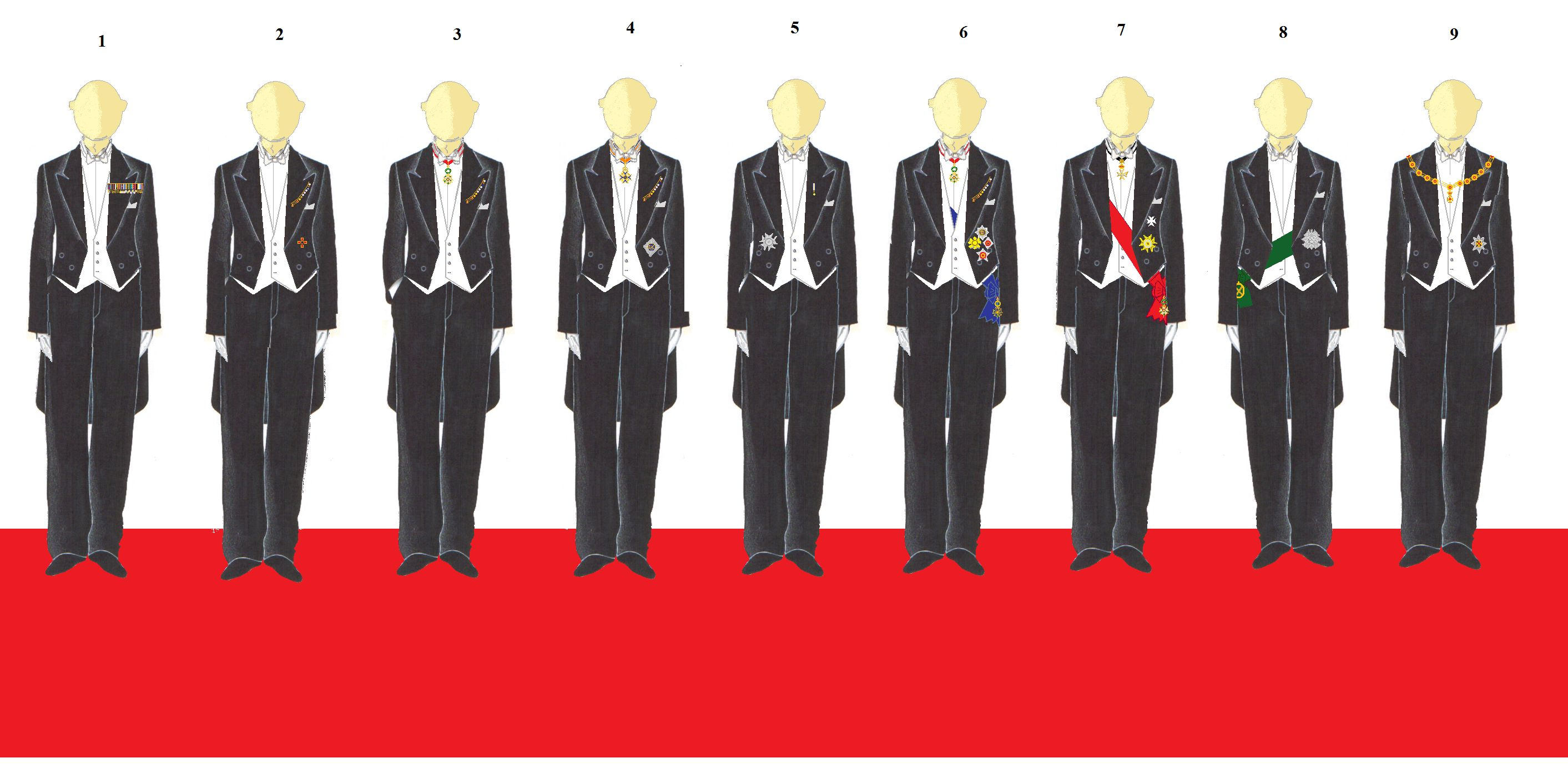
“白領結”著裝場合下不同勳章（包含略章）的佩戴位置

勳章的配件根據各國的不同情況會有所不同，實際上并不是所有的國家都具有以下的勳章配件，名稱和佩戴禮節也會有所不同。
- 頸飾（Collar（英语：Collar (Order of Knighthood)））：環繞頸項佩戴的貴金屬項鏈，在肩部以護肩固定（大项链级）或藏于衣领之下（颈链级），只在君主主持的儀式以及一部分共和制国家（如法国、俄罗斯等）国家元首就职时佩戴。
  - 徽章（Collar badge）：頸飾上的徽章，在不佩戴頸飾時，替代頸飾佩戴在綬帶尾端。
- 大綬勳章（Sash）：綬帶，由右肩斜至左脅佩戴的是授於平民的勳章，相反，由左肩斜至右脅佩戴的是授於王室成員的勳章，通常授於女士的綬帶寬度略窄於男士的綬帶。
- 勳章：佩戴於左或右襟下側位置，女士或配偶佩戴的勳章在設計上不同於男士佩戴的勳章，它們通常附有一個蝴蝶結絲帶。
  - 大十字勳章（Grand cross）：十字形勳章。
  - 星章（Star of order）：實際上，除了大十字勳章以外，幾乎所有的勳章都是星形設計的。
  - 副章（Miniature order）：在晚間宴會中替代勳章的小型勳章。
- 領綬勳章（英语：Neck order）：中綬勳章，佩戴於領下位置的勳章。
- 獎章：小綬勳章，佩戴於左襟上側位置的金屬獎牌。
  - 十字章（Cross）：十字形獎章。
  - 星章（Star）：星形獎章。
  - 勳扣（英语：Medal clasp）：亦称饰版，軍事勳章的附屬配件，佩戴於絲帶上的金屬夾或衣領上的金屬扣，一般是做為技能章、服役章或戰役章，不過技能章、服役章或戰役章卻不一定被制成勳扣。
- 絲帶（Ribbon）：絲織的彩帶。
  - 領綬（Collar ribbon）：懸挂領綬勳章的絲帶，亦称“中绶”。
  - 襟綬（Star ribbon）：懸挂星章（星形獎章）的絲帶，亦称“小绶”。
  - 襟綬（Medal ribbon）：懸挂獎章的絲帶。
  - 略綬：勳略，是在無法佩戴星章或獎章時替代使用的長方形略章，也有扣針型的圓形略章。
  - 花結（英语：Rosette (decoration)）：特種襟綬，帶有花結的襟綬，等次較無花結的襟綬要高。
- 杠（Bar）：杠或架是用來固定獎章及略綬的金屬長條，佩戴於左或右襟位置，如果佩戴者擁有眾多獎章的話，則將獎章重疊排列，因為它的長度不應超過6英寸。
- 獎狀：勳章的証明書。

## 等级设置

### 一般分类
勳章作为国家之名器，体现着国家对于人的价值和贡献的认同，因此也具有严格的等级区别。目前世界各国的勋奖体系因历史条件等各方面因素，等级划分多有不同，勋章式样也不尽统一，一般分为如下三个级别：
1. 大项链级：勋衔奖励的最高级别，源于欧洲中世纪时期王室佩戴饰物的传统，时至今日获得者也极其有限，一般用于各国元首之间互赠和王室内部授予贵族爵位时使用，立有显赫战功的军事统帅和对国家有重大贡献的政治家也可获勋，获得者即成为以本国元首为领袖的“勋衔骑士团”成员。大项链级勋章的授予通常要举行隆重的授勋式，所获得的“勋衔饰物”也很复杂，包括大项链、星章和绶章，均由贵重金属铸造，有些甚至还同时授予佩剑、节杖、勋衔、礼袍等比较传统的装饰，用以显示荣誉的崇高。但是，这些华丽的饰物在获勋者去世后一般要由国家或王室收回（也有例外，如中华人民共和国的共和国勋章和友谊勋章），不允许其后代继承，因为大项链象征着一个国家的尊严。
2. 大十字（星）级：比较普遍的勋章级别，世界上绝大多数国家都有设立，通常包括星章和绶章（在苏联等一些社会主义国家中则只有星章，如苏联的胜利勋章），并有军事和非军事以及各个兵种的版本区别。授予人数没有定额限制，但同样需要严格审查，并且通常不授予平民。在许多总统制和议会制国家中，出于历史原因不设大项链级勋章，大十字（星）级即成为国家最高荣誉（如中华民国的采玉大勋章），由元首授予并公告全国。获得者可以依法享有若干终身特殊待遇，可以参与国家的重大礼仪活动。
3. 荣誉级：勋章设计比较简单，通常为颈章或襟绶章，与军队授予的奖章类似。但由于各国体制不同，这一级别的等级归类最为复杂。如前苏联的列宁勋章，虽然是襟绶的形式，却被规定为国家的最高荣誉勋章，由最高苏维埃授予。但列宁勋章不对获得者身份进行限制，属于绝对的“按劳分配”，所以颁发量相对较大，涵盖社会阶层比较广泛。

### 按授予物品分类
按级别从高到低次序排列
1. 领袖级
2. 大项链级
3. 颈链级
4. 大绶级
5. 领绶加星级
6. 襟绶加星级（如法国荣誉军团勋章中的“大军官勋位”）
7. 无绶级（又名星章级，只有星章没有绶章）
8. 领绶级
9. 襟绶加结级
10. 襟绶级

### 白领带装饰品的惯常佩戴方式
1. 星章戴在左胸襟的胸针上。
2. 星章有时也戴在衣襟上的链子上。这位先生佩戴的是 "Steckkreuz"，一种德国军官十字勋章（德语：Steckkreuz）。
3. 一位荣誉军团的指挥官，将颈部徽章佩戴在领带下方的丝带上，领口上的链子上有微型图案。在英国，人们习惯于将颈章佩戴在领带结下两个 "指宽 "的地方。
4. 奧蘭治-拿騷勳章的大軍官勳章在脖子上佩戴一个十字架，并在上衣的左侧佩戴相关的胸星。
5. 荣誉军团的大军官在上衣右侧佩戴胸前的星星。
6. 男子通常不得超过脖子上的一个十字架、一条宽缎带（也叫腰带）、四颗胸星或徽章和微型徽章。如果没有国家元首或在位王室成员在场，宽缎带则穿在马甲下面。
7. 荣誉军团的大十字绶带戴在马甲上方。小十字是马耳他骑士团的十字。
8. 嘉德勳章骑士团、薊花勳章骑士团和黑鷹勳章最高骑士团的宽缎带戴在左边。人们发现剪断缎带并将其钉在或扣在马甲上更方便。
9. 骑士团的链子通常戴在晚宴外套的上方。

## 各地授勳及嘉獎制度
- 美国武装力量勋授制度
- 美國民事勳獎（英语：Lists of civil awards and decorations of the United States）
  - 美國執法勳獎（英语：United States law enforcement decorations）
  - 美國政府勳獎（英语：Awards and decorations of the United States government）
  - 美國商船勳獎（英语：Awards and decorations of the United States Merchant Marine）
- 蘇聯國家獎勵制度
- 俄羅斯聯邦國家獎勵制度（英语：Orders, decorations, and medals of Russia）
- 英國授勳及嘉獎制度
- 加拿大授勳及嘉獎制度（英语：Orders, decorations, and medals of Canada）
- 澳大利亞授勳及嘉獎制度（英语：Australian honours and awards system）
- 紐西蘭皇家榮譽制度（英语：New Zealand royal honours system）
- 愛爾蘭榮譽制度（英语：Irish honours system）
- 愛爾蘭軍事勳章獎章列表（英语：Military awards and decorations of Ireland）
- 中華民國勳章獎章列表
- 中华人民共和国勋章奖章纪念章列表
- 中华人民共和国军人勋表
  - 香港授勳及嘉獎制度
  - 澳門勳章、獎章和獎狀制度
- 朝鮮民主主義人民共和國勳章獎章列表（英语：Orders, decorations, and medals of North Korea）
- 大韓民國勳章獎章列表（朝鲜语：대한민국의 훈장）
- 日本授勳及嘉獎制度
- 法國授勳及嘉獎制度
- 德国授勳及嘉獎制度（英语：Orders, decorations, and medals of Germany）
- 義大利授勳及嘉獎制度（義大利語：Medaglie, decorazioni e ordini cavallereschi italiani）
- 奧地利授勳及嘉獎制度（德语：Liste der österreichischen Orden und Ehrenzeichen）
- 匈牙利授勳及嘉獎制度（匈牙利语：Magyarország kitüntetései）
- 西班牙授勳及嘉獎制度（西班牙语：Anexo:Órdenes, condecoraciones y medallas de España）
- 葡萄牙授勳及嘉獎制度（葡萄牙語：Ordens honoríficas de Portugal）
- 荷蘭授勳及嘉獎制度（荷兰语：Ridderorden en onderscheidingen in Nederland）
- 比利時授勳及嘉獎制度（英语：Orders, decorations, and medals of Belgium）
- 丹麥授勳及嘉獎制度（英语：Orders, decorations, and medals of Denmark）
- 瑞典授勳及嘉獎制度（瑞典语：Kungl. Maj:ts Orden）
- 挪威授勳及嘉獎制度
- 聖座授勳及嘉獎制度（英语：Orders, decorations, and medals of the Holy See）
- 瑞士軍事勳章獎章列表（英语：Military awards and decorations of Switzerland）
- 芬蘭授勳及嘉獎制度（英语：Orders, decorations, and medals of Finland）
- 波蘭授勳及嘉獎制度（波兰语：Polski system orderowo-odznaczeniowy）
- 烏克蘭授勳及嘉獎制度（英语：Orders, decorations, and medals of Ukraine）
- 希臘授勳及嘉獎制度（英语：Orders, decorations, and medals of Greece）
- 捷克共和國授勳及嘉獎制度（捷克語：Řády, vyznamenání a medaile Česka）
- 捷克共和國軍事勳章獎章列表（英语：Military awards and decorations of the Czech Republic）
- 斯洛伐克授勳及嘉獎制度（捷克語：Řády, vyznamenání a medaile Slovenska）
- 保加利亞授勳及嘉獎制度（英语：Orders, decorations, and medals of Bulgaria）
- 羅馬尼亞授勳及嘉獎制度（英语：Orders, decorations, and medals of Romania）
- 南斯拉夫授勳及嘉獎制度
  - 南斯拉夫王國授勳及嘉獎制度（英语：Orders, decorations, and medals of the Kingdom of Yugoslavia）
  - 南斯拉夫社会主义联邦共和国授勳及嘉獎制度（英语：Orders, decorations and medals of the Socialist Federal Republic of Yugoslavia）
  - 南斯拉夫联盟共和国授勳及嘉獎制度（英语：Orders and medals of Federal Republic of Yugoslavia）
- 塞爾維亞授勳及嘉獎制度（英语：Orders, decorations, and medals of Serbia）
- 阿爾巴尼亞授勳及嘉獎制度（英语：Orders, decorations and medals of Albania）
- 越南勳章獎章列表（英语：Vietnam awards and decorations）
- 越南共和國勳章獎章列表（英语：Orders, decorations, and medals of South Vietnam）
- 蒙古授勳及嘉獎制度（英语：Orders, decorations, and medals of Mongolia）
- 泰国授勋及嘉奖制度
- 汶萊授勳及嘉獎制度（英语：Orders, decorations, and medals of Brunei）
- 马来西亚联邦授勋及嘉奖制度
- 新加坡荣誉制度
- 印度尼西亞勳章獎章紀念章列表（英语：Orders, decorations, and medals of Indonesia）
- 菲律賓授勳及嘉獎制度（英语：Orders, decorations, and medals of the Philippines）
- 印度授勳及嘉獎制度（英语：Orders, decorations, and medals of India）
- 印度武裝部隊勳章獎章列表（英语：Awards and decorations of the Indian Armed Forces）
- 巴基斯坦民事勳章列表（英语：Civil decorations of Pakistan）
- 巴基斯坦武裝部隊勳章獎章列表（英语：Awards and decorations of the Pakistan Armed Forces）
- 孟加拉國授勳及嘉獎制度（英语：Orders, decorations, and medals of Bangladesh）
- 孟加拉國軍事勳章獎章列表（英语：Military awards and decorations of Bangladesh）
- 伊朗伊斯蘭共和國武裝部隊授勳及嘉獎制度（英语：Awards and decorations of the Islamic Republic of Iran Armed Forces）
- 伊拉克軍事勳章獎章列表（阿拉伯语：أوسمة عسكرية عراقية）
- 沙烏地阿拉伯授勳及嘉獎制度（阿拉伯语：أوسمة ونياشين وميداليات السعودية）
- 沙烏地阿拉伯軍事勳章獎章列表（阿拉伯语：قائمة الأوسمة العسكرية (السعودية)）
- 阿曼蘇丹國授勳及嘉獎制度（英语：Orders, decorations, and medals of Oman）
- 約旦授勳及嘉獎制度（義大利語：Onorificenze giordane）
- 以色列勳章獎章列表（英语：Orders, decorations, and medals of Israel）
- 土耳其勳章獎章列表（土耳其語：Türkiye madalya ve nişanları）
- 墨西哥授勳及嘉獎制度（英语：Orders, decorations, and medals of Mexico）
- 墨西哥軍事勳章列表（英语：Military decorations of Mexico）
- 巴西授勳及嘉獎制度（葡萄牙語：Ordens honoríficas do Brasil）
- 阿根廷授勳及嘉獎制度（英语：Orders, decorations, and medals of Argentina）
- 智利授勳及嘉獎制度（英语：Orders, decorations, and medals of Chile）
- 哥倫比亞軍事勳章列表（英语：Colombian military decorations）
- 古巴授勳及嘉獎制度（英语：Orders, decorations, and medals of Cuba）
- 衣索比亞授勳及嘉獎制度（英语：Orders, decorations, and medals of Ethiopia）
- 奈及利亞授勳及嘉獎制度（英语：Orders, decorations, and medals of Nigeria）
- 阿爾及利亞勳章獎章列表（義大利語：Onorificenze algerine）
- 南非授勳及嘉獎制度（英语：Orders, decorations, and medals of South Africa）

### 各國代表勳章
- 古代中國：丹書鐵券、功牌
  - 清朝：双龙宝星、大宝章、黄龙勋章、赤龙勋章、青龙勋章、黑龙勋章
- 中华民国：嘉禾勋章、采玉大勋章、国光勋章、青天白日勋章
- 中华人民共和国：共和国勋章、友谊勋章、七一勋章、八一勳章、独立自由勋章、解放勋章
- 朝鲜： 金日成勋章、金正日勋章、国旗勋章、朝鲜勞动勋章、战士榮譽勋章、李舜臣将军勋章、自由独立勋章、军事服务荣誉勋章、石炭鑛業服务荣誉勋章、軍需工服务荣誉勋章、水産服务荣誉勋章、鐵道服务荣誉勋章、朝鲜民主主义人民共和国親善勋章、3大革命红旗勋章
- 韩国： 无穷花大勋章、建国勋章、国民勋章、武功勋章、勤政勋章、保国勋章、修交勋章、产业勋章、新村勋章、文化勋章、体育勋章、科学技术勋章
- 日本：大勳位菊花章、桐花章、旭日章、瑞寶章、寶冠章、日本文化勋章
- 前苏联及独联体各国
  - 前苏联：列宁勋章、胜利勋章、红旗勋章、红星勋章、苏沃洛夫勋章、库图佐夫勋章、乌沙科夫勋章、金星奖章
  - 俄罗斯：俄羅斯聯邦英雄、祖国功勋勋章、朱可夫勋章
- 法國：法國榮譽軍團勳章、法國解放勳章
- 德國：铁十字勋章
- 美国：功绩勋章、紫心勳章、榮譽勳章、总统自由勋章
- 加拿大：加拿大勳章
- 澳大利亚：澳大利亚勳章
- 沙烏地阿拉伯：巴德爾大項章（阿拉伯语：قلادة بدر الكبرى）、阿卜杜勒-阿齊茲國王項章（阿拉伯语：قلادة الملك عبد العزيز）、阿卜杜勒-阿齊茲國王勳章（英语：Order of King Abdulaziz）、費薩爾國王勳章（阿拉伯语：وسام الملك فيصل）
- 阿聯酋：扎耶德勳章
- 伊拉克：兩河勳章（英语：Order of the Two Rivers）、哈希姆勳章（俄语：Орден Хашимитов）（已廢止）、費薩爾一世勳章（捷克語：Řád Fajsala I.）（已廢止）、伊拉克共同承諾勳章（英语：Iraq Commitment Medal）
- 敘利亞：倭馬亞勳章（英语：Order of the Umayyads）、敘利亞共和國英雄勳章（俄语：Герой Республики (Сирия)）、敘利亞民事功績勳章、軍事榮譽勳章（俄语：Орден Военной Чести）、敘利亞軍事功績勳章（俄语：Орден Военных заслуг (Сирия)）、敘利亞英勇勳章（俄语：Орден «За храбрость» (Сирия)）、奉獻秩序勳章（俄语：Орден Преданности）、敘利亞傷兵勳章（俄语：Орден «За ранение» (Сирия)）、模範服務勳章（俄语：Медаль «За образцовую службу» (Сирия)）、訓練勳章（俄语：Медаль «За подготовку» (Сирия)）、敘利亞3月8日勳章（俄语：Медаль «8 марта» (Сирия)）、10月6日勳章（俄语：Медаль «6 октября»）
- 柬埔寨：国家功绩大勋章、柬埔寨王家勳章、友好合作勋章、莫尼萨拉蓬勋章
- 寮國：國家黃金勳章（西班牙语：Medalla de Oro de la Nación）
- 海地：國家榮譽勳章（西班牙语：Orden Nacional de Honor y Mérito）
- 巴拉圭：巴拉圭國家功績勳章
- 秘魯：秘鲁太阳勋章
- 埃及：尼羅河勳章（英语：Order of the Nile）、埃及共和國勳章、埃及功績勳章、埃及美德勳章（英语：Order of the Virtues (Egypt)）
- 阿爾及利亞：阿爾及利亞國家功績勳章

## 各國領導人所獲勳章統計
- 溫斯頓·邱吉爾所獲獎項和榮譽列表（英语：Honours of Winston Churchill）
- 伊丽莎白二世的头衔及荣誉列表
- 德懷特·艾森豪所獲獎項列表（捷克語：Tituly a vyznamenání Dwighta D. Eisenhowera）
- 夏爾·戴高樂所獲獎項列表（捷克語：Tituly a vyznamenání Charlese de Gaulla）
- 約瑟夫·斯大林所獲獎項和榮譽列表
- 列昂尼德·勃列日涅夫所獲獎項列表
- 弗拉基米尔·普京所獲獎項和榮譽列表（俄语：Список наград и почётных званий Владимира Путина）
- 薩帕爾穆拉特·尼亞佐夫所獲獎項列表（俄语：Награды и звания Туркменбаши）
- 努爾蘇丹·納扎爾巴耶夫所獲獎項列表（俄语：Награды и звания Нурсултана Назарбаева）
- 金日成所獲獎項列表
- 金正日所獲獎項列表（英语：Awards and decorations received by Kim Jong-il）
- 菲爾德·卡斯楚所獲獎項和榮譽列表（英语：List of awards and honours bestowed upon Fidel Castro）
- 約瑟普·布羅茲·狄托所獲獎項列表（英语：Awards and decorations received by Josip Broz Tito）
- 約瑟夫·畢蘇斯基所獲獎項列表（英语：List of honours awarded to Józef Piłsudski）
- 貝尼托·墨索里尼所獲獎項列表（捷克語：Tituly a vyznamenání Benita Mussoliniho）
- 弗朗西斯科·佛朗哥所獲獎項和榮譽列表（英语：Military career and honours of Francisco Franco）
- 裕仁天皇所獲獎項列表
- 明仁天皇所獲獎項列表
- 蔣中正所獲獎項列表
- 穆斯塔法·凯末尔·阿塔图克所獲獎項列表（英语：List of Mustafa Kemal Atatürk's awards）
- 穆罕默德-礼萨·巴列维所獲獎項列表（英语：List of titles and honours of Mohammad Reza Pahlavi）
- 海尔·塞拉西一世所獲獎項和榮譽列表（英语：List of titles and honours of Haile Selassie）
- 穆阿邁爾·格達費所獲獎項和榮譽列表（英语：List of awards and honours bestowed upon Muammar Gaddafi）
- 穆罕默德·胡斯尼·穆巴拉克所獲獎項列表（捷克語：Tituly a vyznamenání Husního Mubáraka）
- 馬哈迪·莫哈末所獲獎項和榮譽列表（英语：List of awards and honours received by Mahathir Mohamad）
- 蒲美蓬·阿杜德所獲頭銜、獎項和榮譽列表（英语：List of titles and honours of Bhumibol Adulyadej）
- 諾羅敦·西哈努克所獲獎項列表（捷克語：Tituly a vyznamenání Norodoma Sihanuka）

## 外部連結
- 勳章 （页面存档备份，存于）
- 歷史上著軍服佩戴勳章的獨裁者群像
- 現代著軍服佩戴勳章的獨裁者群像